# David Harewood
David Harewood, MBE (* 8. prosince 1965 Birmingham, Anglie, Spojené království) je britský herec. Studoval na Královské akademii dramatického umění v Londýně. Je známý tím, že ztvárnil ředitele CIA pro boj proti terorismu Davida Estese v seriálu Ve jménu vlasti (2011–2012). Od roku 2015 působí v seriálu Supergirl, kde hraje J'onna J'onzze.

## Raný život a vzdělání
Harewood se narodil a vyrostl ve čtvrti Small Heath v jihovýchodním Birminghamu v metropolitním hrabství West Midlands. Jeho rodiče pocházejí z Barbadosu a do Anglie se přestěhovali koncem padesátých a začátkem šedesátých let. Otec byl řidičem nákladního automobilu a matka pracovala jako kuchařka. Má sestru Sandru a dva bratry, Rodgera a Paula. Navštěvoval Základní školu Sv. Benedikta a střední školu ve Washwood Heath. K divadlu jej přivedlo členství v charitativní organizaci Národní divadlo mládeže. V mládí pracoval ve vinárně Albert v Dale Endu v centru Birminghamu. V osmnácti letech byl přijat na prestižní Královskou akademii dramatického umění.

## Filmografie

### Film
| Rok  | Titul                          | Role               | Poznámky                 |
| ---- | ------------------------------ | ------------------ | ------------------------ |
| 1993 | Dravec                         | seržant Streete    |                          |
| 1995 | Mad Dogs and Englishmen        | Jessop             |                          |
| 1998 | I Wonder Who's Kissing You Now | Moses              |                          |
| 1999 | Between Dreams                 | Orderly            | krátký film              |
| 2004 | Strings                        | Erito              | hlas v anglickém dabingu |
| 2004 | Kupec benátský                 | princ marocký      |                          |
| 2005 | Paralelní lži                  | inspektor Marshall |                          |
| 2006 | Krvavý diamant                 | kapitán Poison     |                          |
| 2010 | Second Chance                  | Rob Jenkins        | krátký film              |
| 2011 | Jako horký brambor             | Harrison           |                          |
| 2011 | Victim                         | pan Ansah          |                          |
| 2012 | The Man Inside                 | Eugene Murdoch     |                          |
| 2012 | The Last Bite                  | Rook               | krátký film              |
| 2013 | Ten třetí                      | Jake               |                          |
| 2015 | Free in Deed                   | Abe Wilkins        |                          |
| 2015 | MI-5: Vyšší dobro              | Warrender          |                          |
| 2016 | Grimsby                        | Black Gareth       |                          |
| 2017 | Tulipánová horečka             | Prater             |                          |